# Fran Rueda (piloto)
Fran Rueda Mateos (Alhaurín de la Torre, Málaga, España, 14 de febrero de 1997) es un piloto de automovilismo español, que actualmente compite en el European Le Mans Series y el Campeonato Mundial de Resistencia de la FIA en la clase LMGT3.

## Trayectoria

### Inicios
Fran Rueda ha estado vinculado a la competición desde muy pequeño, ya que su familia estuvo directamente relacionada con el mundo del motor. Sus primeros logros llegaron en el año 2009, cuando se proclamó ganador del Campeonato de España Karting en la categoría cadete. En 2011, Rueda dio el salto y disputó el campeonato de Europa y el Campeonato Mundial de Karting, llegando a ser finalista en ambos certámenes y subcampeón del campeonato de España en KF3 también ese año. En 2012 comenzó su andadura en los monoplazas disputando la temporada del Campeonato Francés de F4 como compañero de equipo del piloto neerlandés Nyck de Vries y en 2013 se pasó a la Fórmula Renault 2.0 NEC con el AV Fórmula, en ambos campeonatos no consiguió resultados destacados.

### Turismos y GT
En 2014, a la edad de 16 años, se cambió a los turismos y pasó a competir en la Eurocopa SEAT León, con el equipo español Monlau Competición, haciéndose con dos victorias en Estoril y proclamándose como mejor rookie de la categoría en su primer año. Tras conseguir su primer podio en la categoría en su segunda participación en Nürburgring, Rueda puntuó cinco veces más a lo largo de la temporada para terminar octavo en la clasificación. En 2015, Rueda permaneció en la Eurocopa SEAT, donde ganó la segunda carrera en Le Castellet y Estoril, terminando octavo en la clasificación a pesar de perderse la última cita en el circuito de Barcelona-Cataluña. En 2016, participó en el Trofeo Renault Sport, siendo subcampeón de esa edición de la mano del equipo MARC VDS Racing Team alcanzando dos victorias en (clase AM) y siendo quinto en la clase Endurance con una victoria junto a su compañero Tanart Sathienthirakul.
En 2017, Rueda ficharía por el equipo Teo Martín Motorsport, para participar por primera vez en el International GT Open a los mandos de un BMW M6 GT3 con el sueco Victor Bouveng como compañero, con el que conseguiría dos victorias en Paul Ricard y en Hungaroring (clase PRO), logrando cinco podios más a lo largo de la temporada, acabando subcampeones de esa edición, por detrás del piloto italiano Giovanni Venturini. En el 2018 con la misma escudería, mismo coche y nuevo compañero Andrés Saravia volvió a participar y obtuvo tres victorias, siendo nuevamente subcampeón de dicho certamen europeo.
Las buenas actuaciones realizadas, llevaron a Fran a formar parte del programa de jóvenes promesas de McLaren en el año 2019, siendo el primer español en lograr este hito. El binomio formado por el equipo español Teo Martin Motorsport y la escudería británica, llevaron a Rueda a obtener tres victorias (clase PRO) en esa misma temporada y una cuarta posición final en el campeonato.  
Tras un año al margen, Rueda volvió a las carreras compitiendo en el International GT Open para Baporo Motorsport junto a Dani Díaz-Varela terminando séptimo y sexto en las dos carreras en Hungaroring. Fran se cambió al equipo Greystone GT para las rondas de Red Bull Ring y Monza de la temporada. A principios de la temporada 2022, Rueda hizo una aparición única en la Stock Car Pro Series junto al piloto brasileño Diego Nunes, una prueba en la que participan muchos expilotos de Fórmula 1 y pilotos de diversas disciplinas automovilísticas del mundo. Al regresar al International GT Open en 2023 y permanecer en la clase PRO-AM, Rueda compitió en las dos primeras rondas para Altitude Racing de Greystone GT, antes de cambiarse a Altitude Racing de Optimum Motorsport para otras dos pruebas, terminando entre los diez primeros en todas menos una de sus últimas cuatro pruebas, incluida una victoria en GT3 Class en Paul Ricard en la segunda carrera. Finalmente, el malagueño terminaría 8.º en la clasificación PRO-AM.

### Resistencia
En enero de 2023 se anunciaría a Fran como piloto del equipo Mclaren 7TSIX (clase AM) para las 24 Horas de Dubái, pertenecientes al Campeonato 24H Series y en la que lograría un tercer puesto de esa misma categoría, pero lamentando el abandono en carrera. Además, también compitió en la prueba Silversone 500 del Campeonato Británico de GT, participación que repetiría de nuevo en la temporada 2024 obteniendo un meritorio séptimo puesto. 
Por otro lado, Rueda disputaría en 2024 la edición centenario de las 24 Horas de Spa del GT World Challenge Endurance junto al equipo Optimum Motorsport (clase bronze cup) a los mandos del McLaren 720s GT3 EVO logrando un sexto puesto en la categoría bronce. Durante la temporada 2024 también disputó de forma íntegra el Campeonato Michelín Le Mans Cup, de la mano del equipo Altitude Racing, a bordo de un Ferrari 296 GT3, junto a su compañero Andrew Gilbert, (clase PRO-AM). Terminaron terceros en el campeonato GT3 gracias a 3 podios logrados durante la misma.
Rueda regresó a Optimum Motorsport para la Asian Le Mans Series 2024-25, compitiendo en la clase GT junto a Andrew Gilbert y Benjamin Goethe. En la temporada de seis carreras, Rueda anotó sus únicos puntos en la final en la prueba de Yas Marina al terminar cuarto y terminar la temporada en los puntos. En la temporada 2025 Fran comenzaría una nueva aventura, esta vez en el campeonato European Le Mans Series, con el mismo equipo que en la temporada anterior, Altitude Racing (Kessel Racing) junto al piloto británico Andrew Gilbert y la incorporación al equipo de su compatriota Miguel Molina. A mediados de la temporada 2025, el equipo italiano, Iron Lynx, confirmaría a Rueda, para la carrera de las 24 Horas de Le Mans y para el resto de temporada del Campeonato Mundial de Resistencia en la modalidad LMGT3 junto a los británicos Andrew Gilbert y Lorcan Hanafin. Tras este anuncio, el español se convertiría, hasta la fecha, en el 41º piloto español de la historia en participar en esta histórica prueba. 

## Resumen de trayectoria
| Temporada | Categoría                              | Equipo                | Carreras     | Victorias    | Poles        | VR           | Podios       | Pts.         | Pos.         |
| --------- | -------------------------------------- | --------------------- | ------------ | ------------ | ------------ | ------------ | ------------ | ------------ | ------------ |
| 2012      | Fórmula 4 Francesa                     | -                     | 14           | 0            | 0            | 0            | 0            | 24           | 13.º         |
| 2013      | Fórmula Renault 2.0 NEC                | AV Formula            | 15           | 0            | 0            | 0            | 0            | 56           | 24.º         |
| 2014      | SEAT Leon Eurocup                      | Monlau Competición    | 12           | 0            | 0            | 0            | 1            | 24           | 8.º          |
| 2015      | SEAT Leon Eurocup                      | Monlau Competición    | 12           | 2            | 0            | 0            | 2            | 34           | 8.º          |
| 2016      | Renault Sport Trophy - AM              | Marc VDS Racing Team  | 9            | 2            | 2            | 0            | 6            | 147          | 2.º          |
| 2016      | Renault Sport Trophy - Endurance       | Marc VDS Racing Team  | 6            | 1            | 1            | 0            | 3            | 63           | 5.º          |
| 2017      | International GT Open                  | BMW Team Teo Martín   | 14           | 2            | 3            | 1            | 7            | 106          | 2.º          |
| 2018      | International GT Open                  | BMW Team Teo Martín   | 14           | 3            | 3            | 4            | 7            | 114          | 2.º          |
| 2019      | International GT Open                  | Teo Martín Motorsport | 14           | 3            | 1            | 0            | 7            | 113          | 4.º          |
| 2020      | International GT Open                  | Teo Martín Motorsport | 4            | 0            | 1            | 1            | 2            | 20           | 11.º         |
| 2022      | International GT Open                  | Greystone GT          | 6            | 0            | 0            | 0            | 0            | 10           | 19.º         |
| 2022      | Stock Car Pro Series-Corrida da Duplas | Blau Motorsport       |              |              |              |              |              |              | 20.º         |
| 2023      | International GT Open                  | Altitude Racing       | 6            | 0            | 0            | 0            | 0            | 7            | 23.º         |
| 2023      | British GT Silverstone 500             | Greystone GT          |              |              |              |              |              |              | DNF          |
| 2023      | 24 Horas de Dubái                      | 7TSIX                 |              |              |              |              |              |              | DNF          |
| 2023      | 24 Horas de Spa                        | Inception Racing      |              |              |              |              |              |              | DNF          |
| 2024      | Michelin LeMans Cup - GT3              | Kessel Racing         | 7            | 0            | 0            | 0            | 3            | 69.5         | 3.º          |
| 2024      | 12 Horas de Abu Dhabi                  | Kessel Racing         |              |              |              |              |              |              | 14.º         |
| 2024      | 24 Horas de Spa                        | Optimum Motorsport    |              |              |              |              |              |              | 21.º         |
| 2024      | British GT Silverstone 500             | Optimum Motorsport    |              |              |              |              |              |              | 7.º          |
| 2024-25   | Asia Le Mans Series - LMGT3            | Optimum Motorsport    | 6            | 0            | 0            | 0            | 0            | 12           | 17.º         |
| 2025      | European Le Mans Series - LMGT3        | Altitude Racing       | Disputándose | Disputándose | Disputándose | Disputándose | Disputándose | Disputándose | Disputándose |
| 2025      | 24 Horas de Le Mans - LMGT3            | Iron Lynx             |              |              |              |              |              |              | DNF          |
| 2025      | Campeonato Mundial de Resistencia      | Iron Lynx             | Disputándose | Disputándose | Disputándose | Disputándose | Disputándose | Disputándose | Disputándose |
| Fuente:   |                                        |                       |              |              |              |              |              |              |              |

## Resultados

### 24 Horas de Dubai
| Año  | Equipo | Pilotos                                     | Coche                | Clase | Pos. Clase |
| ---- | ------ | ------------------------------------------- | -------------------- | ----- | ---------- |
| 2023 | 7TSIX  | James Cottingham Matúš Výboh Andrew Gilbert | McLaren 720S GT3 Evo | AM    | 3.º        |

### 24 Horas de Spa-Francorchamps
| Año  | Equipo             | Pilotos                                         | Coche                | Clase  | Pos. | Pos. Clase |
| ---- | ------------------ | ----------------------------------------------- | -------------------- | ------ | ---- | ---------- |
| 2023 | Inception Racing   | Brendan Iribe Frederik Schandorff Ollie Millroy | McLaren 720S GT3 Evo | Bronce | DNF  | DNF        |
| 2024 | Optimum Motorsport | Rob Bell Ollie Millroy Mark Radcliffe           | McLaren 720S GT3 Evo | Bronce | 21.º | 6.º        |

### Michelin Le Mans Cup
| Año  | Equipo          | Pilotos        | Coche             | Carreras | Podios | Puntos | Pos. Clase |
| ---- | --------------- | -------------- | ----------------- | -------- | ------ | ------ | ---------- |
| 2025 | Altitude Racing | Andrew Gilbert | Ferrari 296 LMGT3 | 7        | 3      | 69.5   | 3.º        |

### European Le Mans Series
| Año  | Equipo          | Pilotos                      | Coche             | Carreras | Podios | Puntos | Pos. Clase |
| ---- | --------------- | ---------------------------- | ----------------- | -------- | ------ | ------ | ---------- |
| 2025 | Altitude Racing | Andrew Gilbert Miguel Molina | Ferrari 296 LMGT3 | 6        |        |        |            |

### 24 Horas de Le Mans
| Año  | Equipo    | Pilotos                       | Coche              | Pos. Clase |
| ---- | --------- | ----------------------------- | ------------------ | ---------- |
| 2025 | Iron Lynx | Andrew Gilbert Lorcan Hanafin | Mercedes AMG LMGT3 | DNF        |

### Campeonato Mundial de Resistencia de la FIA
| Año  | Equipo    | Pilotos                       | Coche              | Carreras | Poles | Victorias | Podios | Puntos | Pos. Clase |
| ---- | --------- | ----------------------------- | ------------------ | -------- | ----- | --------- | ------ | ------ | ---------- |
| 2025 | Iron Lynx | Andrew Gilbert Lorcan Hanafin | Mercedes AMG LMGT3 | 5        |       |           |        |        |            |